# Enconista infuscata
Enconista infuscata là một loài bướm đêm trong họ Geometridae.